# Yevgueni Beloúsov (boxeador)
Yevgueni Alexándrovich Beloúsov –en ruso, Евгений Александрович Белоусов– (Cheliábinsk, URSS, 20 de diciembre de 1970) es un deportista ruso que compitió en boxeo.
Ganó dos medallas de bronce en el Campeonato Mundial de Boxeo Aficionado, en los años 1991 y 1993, y una medalla de oro en el Campeonato Europeo de Boxeo Aficionado de 1991, en el peso superpesado.

## Palmarés internacional
| Campeonato Mundial | Campeonato Mundial  | Campeonato Mundial | Campeonato Mundial |
| Año                | Lugar               | Medalla            | Categoría          |
| ------------------ | ------------------- | ------------------ | ------------------ |
| 1991               | Sídney (Australia)  | Medalla de bronce  | +91 kg             |
| 1993               | Tampere (Finlandia) | Medalla de bronce  | +91 kg             |
| Campeonato Europeo |                     |                    |                    |
| Año                | Lugar               | Medalla            | Categoría          |
| 1991               | Gotemburgo (Suecia) | Medalla de oro     | +91 kg             |